# 農業一口メモ
『農業一口メモ』（のうぎょうひとくちメモ）は、山形放送が放送しているラジオ番組。1976年4月から放送している長寿番組である。
平日 11:55 - 12:00の帯番組（1997年8月30日までは土曜も放送していた）。南東北クボタの単独提供（放送開始から2012年6月29日放送分までの社名は山形クボタ）。なお、スポンサーの南東北クボタとは、山形クボタ・庄内クボタ・福島クボタの3社が同年7月1日に対等合併して新生誕生した企業である。

## 概要
山形県農林水産部生産技術課からの情報提供により、季節に合わせた稲作や野菜・果樹栽培に役立つ情報や注意などを農家向けに知らせている。パーソナリティーの門田和弘アナウンサー（以前はYBCアナウンサーのシフト勤務）による前半提供読みのアナウンスと本編（本題）が終わると、歌謡曲（演歌またはJ-POP）を流し、南東北クボタのCMを40秒（または20秒×2）をかけた後で、後半提供読みのアナウンスをし番組は終了する、といった放送プログラムとなっている。
もともと山形放送の開局にあたって、開局の大きな目的として「僻地に向けて、山形県の気候・風土に合った農業情報及び娯楽を提供し、県民の生活・文化の向上に資する」を挙げており（山形放送社史より）、その目的に沿った番組といえる。
なお庄内クボタ・福島クボタとの合併による商号変更前の山形クボタは、以前テレビでかつて放送されていた昼前の「山形新聞ニュース」（11:40頃）の単独スポンサーであった。

## 提供アナウンス
- 1（OP）.「親戚づきあいの南東北クボタ（山形クボタ）がお送りする、農業一口メモです。」
- 2（ED）.「お宅とクボタは親戚づきあい、南東北クボタ（山形クボタ）がお送りした、農業一口メモを終わります。」

これらは旧山形クボタ時代から変わっておらず、引き続き南東北クボタになってからも使い続けている。